# 영화 배급사
영화 배급사(이하 배급사)란 영화의 마케팅을 포함해 유통 전반에 관계하는 회사를 말한다. 배급사는 영화의 개봉일과 영화가 어떻게 공개되거나 보일 지, 예를 들어 영화관 혹은 집(DVD, 주문형 비디오, 다운로드, 프로그램 판매를 통한 TV 프로그램)에서 보일 지를 정할 수 있다. 배급사가 극장이나 영화 배급망을 가지고 있지 않다면, 영화관 사장이나 소규모 배급사를 통해 배급사가 직접 이러한 일들을 할 수 있다. 제한적인 배급사는 DVD나 블루레이 같은 특별한 상품만을 취급할 수도 있고, 또는 특별한 국가나 시장에서 활동할 수도 있다.

## 같이 보기
- 국가별 영화 배급사 목록